# Contea di Fogang
La contea di Fogang (佛冈县S, Fógāng XiànP) è una contea della Cina, situata nella provincia del Guangdong e amministrata dalla prefettura di Qingyuan.